# Popgroep
Een popgroep of popband is een groep muzikanten, meestal met ook een of meer zangers of zangeressen, die samen popmuziek maken.
Sommige namen suggereren dat een groep de muziek heeft voortgebracht terwijl er een solist, dj of een producer te horen is (voorbeeld: Hithouse = Peter Slaghuis), soms is het net andersom (voorbeeld: Alice Cooper is niet alleen zanger Vincent Furnier, maar was tot 1974 ook zijn band). Ook komen namen voor die een project een naam geven, waaraan door diverse popartiesten meegewerkt wordt: Alan Parsons Project en Stars on 45 of Starsound. Daarnaast bestaan er fictieve personages als Max Headroom.